# خان بخخی
خان بخخی (به لاتین: Khan Khökhii) یک کوه در مغولستان است که در استان اووس واقع شده‌است. خان بخخی ۲٬۹۲۸ متر بالاتر از سطح دریا واقع شده‌است.